# Dolfin
Dolfin (vagy Veli Dolfin) egy lakatlan sziget Horvátországban, a Kvarner-öbölben, a Kvarnerić területén, Pag szigetének északnyugati csúcsától 3,7 km-re nyugatra.
A sziget területe 0,26 km², hosszúsága 800 méter, szélessége 400 méter, legnagyobb magassága 23 méter. Partja tagolatlan, tengerpartjának hosszúsága 2 km. Növényzete fűből és alacsony bokrokból áll. A szigeten a legmagasabb ponton világítótornyot építettek.
Közvetlen délkeleti szomszédságában található a még kisebb Mali Dolfin szigete. Valamivel távolabb északnyugatra találjuk a kis Veliki és Mali Laganj szigetecskéket.

## Fordítás
- Ez a szócikk részben vagy egészben  a   Dolfin című horvát Wikipédia-szócikk ezen változatának fordításán alapul.  Az eredeti cikk szerkesztőit annak laptörténete sorolja fel. Ez a jelzés csupán a megfogalmazás eredetét és a szerzői jogokat jelzi, nem szolgál a cikkben szereplő információk forrásmegjelöléseként.